# Ghana en los Juegos Olímpicos de Tokio 2020
Ghana estuvo representada en los Juegos Olímpicos de Tokio 2020 por un total de 14 deportistas que compitieron en 5 deportes. Responsable del equipo olímpico fue el Comité Olímpico de Ghana, así como las federaciones deportivas nacionales de cada deporte con participación.
La portadora de la bandera en la ceremonia de apertura fue la atleta Nadia Eke.

## Medallistas
El equipo olímpico de Ghana obtuvo las siguientes medallas:
| Nombre       | Deporte | Competición     |
| ------------ | ------- | --------------- |
| Oro          |         |                 |
| —            |         |                 |
| Plata        |         |                 |
| —            |         |                 |
| Bronce       |         |                 |
| Samuel Takyi | Boxeo   | Pluma (57 kg) M |